# Adamów (gemeente in powiat Zamojski)
De gemeente Adamów is een landgemeente in het Poolse woiwodschap Lublin, in powiat Zamojski. De zetel van de gemeente is in Adamów. Op 30 juni 2004 telde de gemeente 5145 inwoners.

## Oppervlakte gegevens
In 2002 bedroeg de totale oppervlakte van gemeente Adamów 110,55 km², waarvan:
- agrarisch gebied: 56%
- bossen: 41%

De gemeente beslaat 5,9% van de totale oppervlakte van de powiat.

## Demografie
Stand op 30 juni 2004:
| Omschrijving                   | Totaal | Totaal | Vrouwen | Vrouwen | Mannen | Mannen |
| ------------------------------ | ------ | ------ | ------- | ------- | ------ | ------ |
| eenheid                        | aantal | %      | aantal  | %       | aantal | %      |
| inwoners                       | 5145   | 100    | 2600    | 50,5    | 2545   | 49,5   |
| bevolkingsdichtheid (inw./km²) | 46,5   | 46,5   | 23,5    | 23,5    | 23     | 23     |

In 2002 bedroeg het gemiddelde inkomen per inwoner 1018,18 zł.

## Aangrenzende gemeenten
Krasnobród, Krynice, Łabunie, Zamość, Zwierzyniec.